# Sibylle Bolla-Kotek
Sibylle von Bolla-Kotek de Czáford-Jobbaháza (* 8. Juni 1913 in Pozsony, Österreich-Ungarn; † 22. Februar 1969 in Wien) war österreichische Rechtshistorikerin und die erste weibliche Professorin an einer juridischen Fakultät in Österreich.

## Leben
Sibylle von Bolla wurde im damaligen Pozsony (Bratislava, deutsch: Pressburg) als Tochter des ungarischen Obersts Gideon von Bolla und seiner Frau Margarethe geboren. 1923 übersiedelte die Familie nach Teplitz-Schönau, wo sie das humanistische Gymnasium absolvierte. Ihr Vater starb 1929. Der Militärkollege des Vaters, Theodor Körner, unterstützte die Familie in weiterer Folge.
Sibylle von Bolla studierte an der deutschen (Karl-Ferdinands-)Universität Prag Rechtswissenschaften. Sie wurde 1935 promoviert. Zu ihren Lehrern gehörten Egon Weiß und Mariano San Nicolò, eine Autorität des Keilschriftrechts. Sie rieten ihr zu einer wissenschaftlichen Laufbahn.
1938 erhielt sie die Lehrbefugnis für römisches Recht und antike Rechtsgeschichte. Zu ihrem Arbeitsbereich gehörten die Papyrologie und Keilschrifttexte. Einer ihrer Universitätskollegen war Professor Bedřich Hrozný, der Entzifferer der hethitischen Sprache. 1944 wurde sie außerordentliche Professorin, die Berufung auf eine Lehrkanzel blieb ihr trotz Unterstützung aus der Fakultät versagt.
1945 verließ Sibylle von Bolla die Tschechoslowakei und ging zunächst nach Tirol, wo ihre Schwester lebte. Kontakte mit der Universität Innsbruck blieben erfolglos. Sie erhielt 1946 die Lehrbefugnis an der Wiener juridischen Fakultät. 1949 wurde sie außerordentliche Professorin. Sie heiratete 1950 den Arzt Alfred Kotek.
1958 wurde Sibylle Bolla-Kotek zur ordentlichen Professorin für Römisches Recht, Papyrologie, vorderasiatische Rechte und bürgerliches Recht an der Universität Wien ernannt. Sie war die erste Frau in Österreich, die Professorin an einer juridischen Fakultät wurde. Mit Fritz Schwind, Walter Selb, Gerhard Thür und Peter Pieler gehörte sie zu den Professorinnen und Professoren, welche das von Leopold Wenger begründete Forschungsgebiet der Antiken Rechtsgeschichte an der Wiener Universität betreuen.
Sibylle Bolla-Kotek war als akademische Lehrerin weithin anerkannt. Ihre Tätigkeit erstreckte sich auf Familienrecht, Hochschulorganisation und Arbeitsrecht. Die Kombination antiken Rechts und modernen Sozialrechts wurde nach ihrem Tod an der Wiener juridischen Fakultät weiter gepflegt. Einer ihrer Schüler und Nachfolger auf dem Lehrstuhl war Theo Mayer-Maly.
1968 hatte sie einen schweren Reitunfall. An dessen Folgen und einer hinzutretenden Grippe starb die 55-Jährige am 22. Februar 1969.
Eines der „Tore der Erinnerung“ des Campus der Universität Wien im neunten Wiener Gemeindebezirk Alsergrund, von der Rotenhausgasse in den Hof 8, ist nach Sibylle Bolla-Kotek benannt.
Eine kleine Gruppe antiker Münzen aus dem Besitz von Sibylle Bolla-Kotek befindet sich in der Sammlung des Institutes für Numismatik und Geldgeschichte der Universität Wien.

## Schriften (Auswahl)
Die Vornamensschreibung lautet richtig „Sibylle“, in Bibliothekskatalogen usw. kann aber auch „Sybille“ verwendet sein.
- Die Entwicklung des Fiskus zum Privatrechtssubjekt mit Beiträgen zur Lehre vom aerarium. Eine rechtsgeschichtliche Untersuchung. Prag 1938.
- Sammlung von Reichs-, Staats- und Bundesgesetzen sowie sonstigen Vorschriften für den Dienstgebrauch der österreichischen Bundesgendarmerie. Wien 1950.
- Aus römischem und bürgerlichem Erbrecht. Wien 1950.
- Grundriß des österreichischen Internationalen Privatrechtes. Leitfäden durch das österreichische Recht. Wien 1952.
- Der römische Rechtsgelehrte. In: Speculum iuris et ecclesiarum. Festschrift für Willibald M. Plöchl zum 60. Geburtstag. Wien 1967, S. 17–30.
- Untersuchungen zur Tiermiete und Viehpacht im Altertum (= Münchener Beiträge zur Papyrusforschung und antiken Rechtsgeschichte. Heft 30). München 1940, 2. Auflage 1969. ISBN 3-406-00630-2 (nachträglich vergebene ISBN, nicht allgemein verwendbar).